# 墨西哥国家文物总局

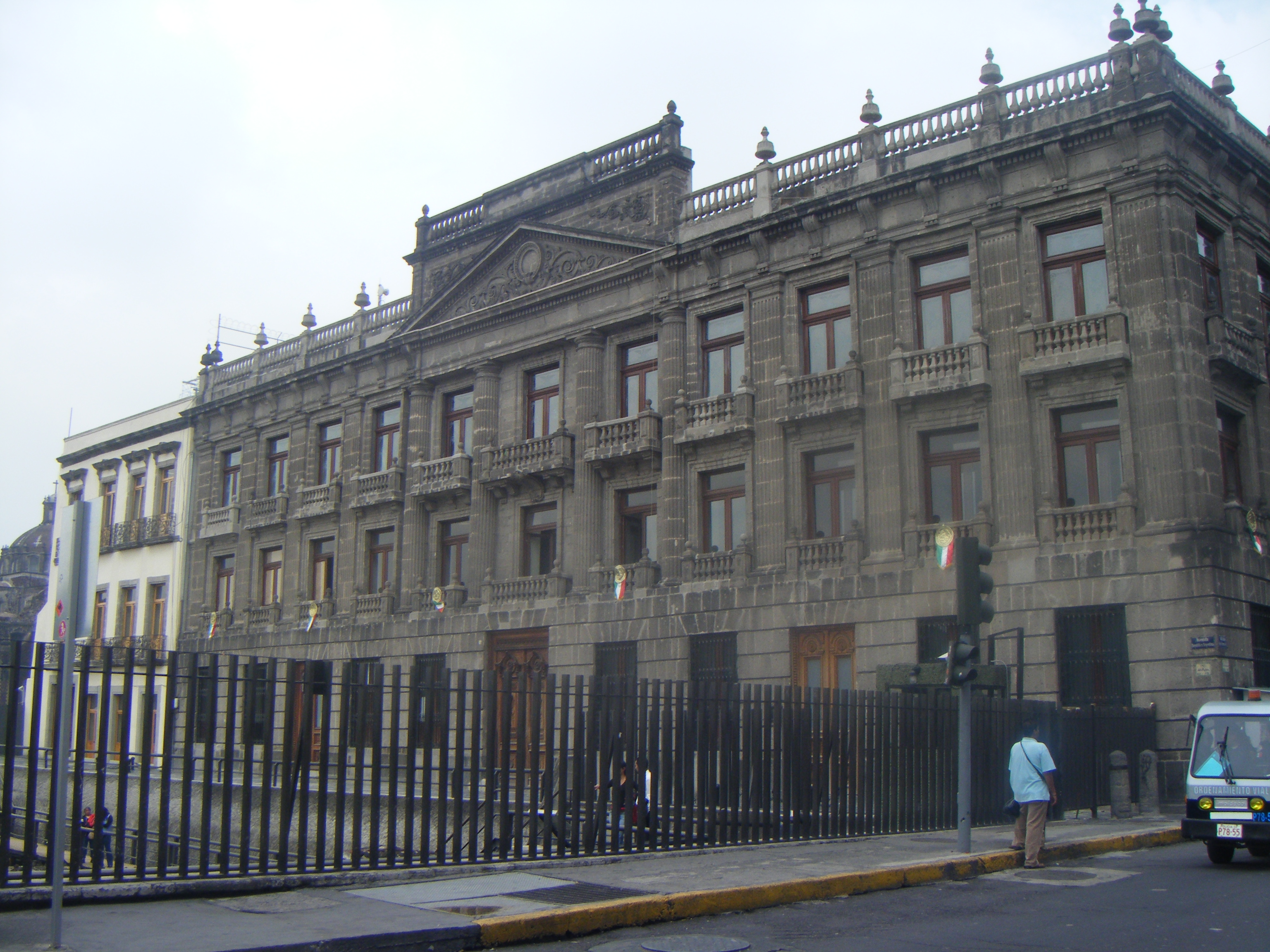
所在地

国家文物总局（Instituto Nacional de Antropología e Historia，缩写：INAH）是1939年成立的一墨西哥联邦政府机构，主要负责墨西哥考古学、人类学、历史学和古生物学方面的工作。墨西哥的博物馆由该单位负责监督，墨西哥的文化遗产由该单位和墨西哥国家艺术总局负责。它在墨西哥各州有31个中心。